# 奥布河畔莫兰
奧布河畔莫兰（法語：Molins-sur-Aube，法語發音：[mɔlɛ̃ syʁ ob]）是法国奥布省的一个市镇，属于奥布河畔巴尔区。

## 地理
奥布河畔莫兰（48°26'6"N, 4°22'47"E）面积6.26 平方千米，位于法国大東部大區奥布省，该省份为法国中北部省份，北起马恩省，西接塞纳-马恩省，西南至约讷省，东南至科多尔省，东临上马恩省。
与奥布河畔莫兰接壤的市镇（或旧市镇、城区）包括：瓦勒多宗、瓦尔河畔沙莱特、莱斯蒙、马尼库尔、佩勒和代尔、普日。

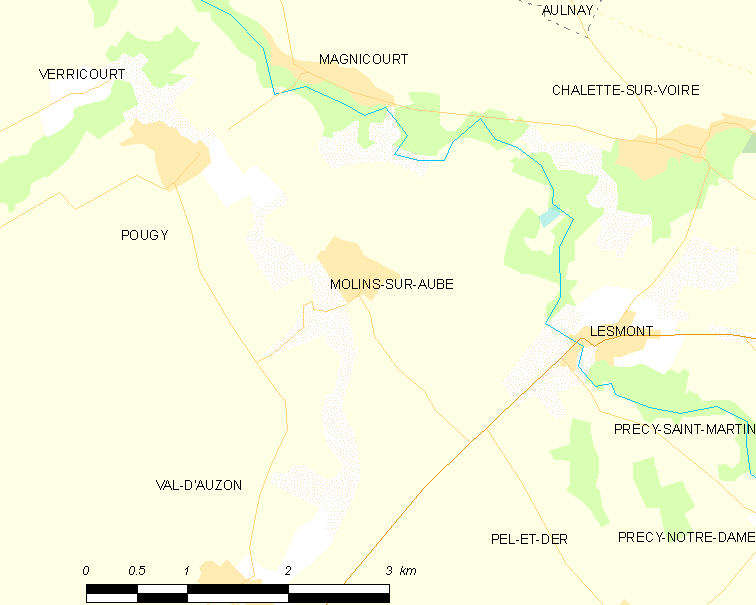
奥布河畔莫兰的OSM定位图

奥布河畔莫兰的时区为UTC+01:00、UTC+02:00（夏令时）。

## 行政
奥布河畔莫兰的邮政编码为10500，INSEE市镇编码为10243。

## 政治
奥布河畔莫兰所属的省级选区为布列讷堡县。

## 人口

1962-2008年间奥布河畔莫兰人口变化图示

奥布河畔莫兰于2022年1月1日时的人口数量为103人。